# 南川桤叶树
南川桤叶树（学名：Clethra nanchuanensis）为桤叶树科桤叶树属下的一个种。

## 扩展阅读
- 維基物種上的相關：南川桤叶树